# RADIO UnoZero
『RADIO UnoZero』（ラジオ ウノゼーロ）は、かつて存在した文化放送制作のラジオ番組。2019年4月5日から2021年3月26日まで放送されていた。

## 概要
エンタメからグルメ、ファッション、サブカルまで、世の中に広がる様々なカルチャーの紹介をしていく生放送番組。タイトル『RADIO UnoZero』は、番組コンセプト「リスナーの"0"(zero)を"1"(uno)にする」に由来しており、unoはイタリア語・スペイン語で"1"を意味する。
放送では、「ウィークリートピック」として、その1週間に話題となったことや流行の兆しを見せるものを井口と東京ホテイソンの二人がピックアップして紹介するほか、一つのジャンルに注目してその専門家から話を伺いながら深掘りしていく。

## 放送・配信時間
| RADIO UnoZero（本放送） | RADIO UnoZero（本放送） | RADIO UnoZero（本放送） | RADIO UnoZero（本放送） | RADIO UnoZero（本放送）      | RADIO UnoZero（本放送） |
| 放送対象地域            | 放送局名                | 系列                    | 放送時間                | 放送期間                     |                         |
| ----------------------- | ----------------------- | ----------------------- | ----------------------- | ---------------------------- | ----------------------- |
| 関東広域圏              | 文化放送（QR）          | NRN                     | 金曜 22:00 - 23:00      | 2019年4月5日 - 2021年3月26日 |                         |

### ナイターシーズンの対応について
ナイターシーズン（4月～9月）に文化放送では『文化放送ライオンズナイター』の放送時間が延長となった場合、本番組の放送時間は短縮となるが、Web配信では文化放送の放送時間に関係なく22:00から配信が先行して始まる。

## パーソナリティ
- 井口裕香
- 東京ホテイソン（たける、ショーゴ）

## タイムテーブル
- 22:00 オープニング
- 22:05 フリートーク
- 22:15 UnoZeroトーク
- 22:55 エンディング（来週のテーマ、ゲスト発表)

## 現在実施されているコーナー
UnoZeroトーク
旬な事や物の仕掛け人たちをゲストとして呼び、知識を0（Zero）から1（Uno）にしていく。

## 過去に存在したコーナー
い〜や、カルチャーのつまみ食い
その一週間に話題になったもの、次の一週間で話題になりそうなものを取り上げていく。
東京声優アカデミーチャレンジ
別収録のコーナーで井口裕香が東京声優アカデミーの在校生を招き早口言葉や萌え台詞など様々なチャレンジに挑戦してもらう。2019年3月で放送終了した『井口裕香のトーキングすむすむ』からの継続。上記タイムテーブルの通り、通常は番組前半に始まるが、ナイター中継が延長した場合は地上波の放送開始後に始まる。
週間ホテイソンジャパン
東京ホテイソンの2人が何かしらの日本代表になろう、というコーナー。

## ゲスト一覧
※各回のUnoZeroトークのテーマをクリックするとその放送回の公式YouTubeアーカイブに遷移します。

| 回 | 放送日   | UnoZeroトーク                                                                                      | UnoZeroトーク                      |
| 回 | 放送日   | テーマ                                                                                             | ゲスト                             |
| -- | -------- | -------------------------------------------------------------------------------------------------- | ---------------------------------- |
| 1  | 4月5日   | ウノゼーロ春のパン祭り                                                                             | 片山智香子                         |
| 2  | 4月12日  | 女性でも楽しめるサウナ                                                                             | サウナーヨモギダ                   |
| 3  | 4月19日  | 緊急企画! 井口裕香のパートナーは本当に東京ホテイソンで良かったのか!? お笑い第7世代大集合スペシャル | フランスピアノ ポンループ カカロニ |
| 4  | 4月26日  | アンタッチャブル柴田先生が『1番○○な動物』教えます                                                  | 柴田英嗣（アンタッチャブル）       |
| 5  | 5月3日   | 無趣味女子 井口裕香に趣味を作れ!ソロ活女子のススメ!                                                | 朝井麻由美                         |
| ６ | 5月10日  | 超リトウ系女子に聞く!離島旅行のススメ!                                                             | 大畠順子                           |
| 7  | 5月17日  | 明日、いや、このあと絶対行きたくなる富士そばの魅力徹底解剖!                                        | 名嘉山直哉                         |
| 8  | 5月24日  | 初心者でも楽しめる!日本ダービー特集!                                                               | キャプテン渡辺                     |
| 9  | 5月31日  | 珍スポットってナンダ!?教えて珍スポットの魅力!                                                      | 松澤茂信                           |
| 10 | 6月7日   | 教えて!片手袋の世界!                                                                               | 石井公二                           |
| 11 | 6月14日  | 週刊・ショーゴの1人ものまねグランプリスペシャル                                                    | ダブルネーム                       |
| 12 | 6月21日  | 技術力低い人限定のロボコン・ヘボコンの世界!                                                        | 石川大樹                           |
| 13 | 6月28日  | 日本で唯一のカラオケ評論家に聞く!こんな楽しみ方ができるカラオケ特集!                               | 唯野奈津実                         |
| 14 | 7月5日   | いよいよ夏本番!ソーメン二郎さんに学ぶそうめん道!                                                   | ソーメン二郎                       |
| 15 | 7月12日  | 誰にでもある⁉知られざる『ざんねんな手相』の世界!                                                   | 卯野たまご                         |
| 16 | 7月19日  | 真夏のコンビニ祭り!セブン、ファミマ、ローソンのなかで1番○○が美味しいのドコですか?スペシャル        | 吉岡秀子                           |
| 17 | 7月26日  | 教えて!eスポーツ実況の世界!                                                                        | アール                             |
| 18 | 8月2日   | 夏の甲子園開幕直前!高校野球観戦のツボを教えます!                                                   | ティモンディ                       |
| 19 | 8月9日   | さかな芸人ハットリプレゼンツ!1番○○な魚教えます!                                                    | ハットリ                           |
| 20 | 8月16日  | 教えて! 将棋の魅力!!                                                                               | 伊藤かりん                         |
| 21 | 8月23日  | 今からでも遅くない海外ドラマ入門                                                                   | 上田航平（ゾフィー）               |
| 22 | 8月30日  | 第1回UnoZero的冷凍食品総選挙                                                                       | 西川剛史                           |
| 23 | 9月6日   | あなたの知らないフリーペーパーの世界!                                                              | パーティ内山                       |
| 24 | 9月13日  | ワールドカップ開幕直前!今からでも遅くはないからラグビーを学ぼう!                                   | 伊藤剛臣                           |
| 25 | 9月20日  | 第1回最強の地下鉄決定戦!                                                                           | 久野知美 南田裕介                  |
| 26 | 9月27日  | 今、最もネットがバズる番組!ザ・ノンフィクション特集                                                | 小出真保                           |
| 27 | 10月4日  | レジェンド松下さんに学ぶ!実演販売の世界!                                                           | レジェンド松下                     |
| 28 | 10月11日 | ドラフト会議直前!第1回UnoZero的ドラフト会議                                                        | お見送り芸人しんいち               |
| 29 | 10月18日 | 永野ウノゼーロ                                                                                     | あがすけ                           |
| 30 | 10月25日 | ハロウィン直前!あなたの知らない『地味ハロウィンの世界』                                            | 林雄司                             |
| 31 | 11月1日  | 鉄道プレゼン企画第2弾!最強私鉄路線決定戦!                                                          | 吉川正洋（ダーリンハニー）         |
| 32 | 11月8日  | ラジオ大好きライターがレコメンド全国のラジオを紹介                                                 | やきそばかおる                     |
| 33 | 11月15日 | 空想都市へ行こう!空想地図マニアの世界!                                                             | 今和泉隆行                         |
| 34 | 11月22日 | 最強ケバブマニアによるドネルケバブ特集!                                                            | メルツ                             |
| 35 | 11月29日 | 明日海に行きたくなる!?テトラポッドマニアの世界!                                                    | BAD_ON                             |
| 36 | 12月6日  | クリスマスシーズン突入!こんなモノまで買えるAmazon特集!                                             | 浅沼伊織（『MONOQLO』編集長）      |
| 37 | 12月13日 | 今こそ10代に聴かせたい!90年代JｰPOP大特集!                                                          | 藤田太郎                           |
| 38 | 12月20日 | 冬だけど、冬だからこそ沖縄特集!                                                                    | OBP                                |
| 39 | 12月27日 | デイリーポータルＺ記者が選ぶ!2019年ネットでバズった記事大賞!!                                      | デイリーポータルZ                  |

| 回 | 放送日   | Uno Zeroトーク                                                               | Uno Zeroトーク                                 |
| 回 | 放送日   | テーマ                                                                       | ゲスト                                         |
| -- | -------- | ---------------------------------------------------------------------------- | ---------------------------------------------- |
| 40 | 1月3日   | 初のノーゲスト! 3人で新春トークスペシャル!                                   |                                                |
| 41 | 1月10日  | 2020年はとにかく美味いサンドイッチを食べよう!                                | 片山智香子                                     |
| 42 | 1月17日  | 未来のUnoZeroスターを探せ! グレープカンパニー芸人青田買いスペシャル!         | 斎藤サトル 本多スイミングスクール              |
| 43 | 1月24日  | そうだ、蒲田へ行こう! 東京のディープタウン・蒲田特集!                        | おにぎりちゃん                                 |
| 44 | 1月31日  | ファミコン芸人に聞く! 奥深いクソゲーの世界!                                  | ファミコン芸人フジタ                           |
| 45 | 2月7日   | 2020年は美味しいたい焼きを食べよう! 4500匹食べたマニアに聞くたい焼きの世界!  | イワイサトシ                                   |
| 46 | 2月14日  | ロケット団プレゼンツ! 素晴らしき浅草芸人の世界!                              | ロケット団                                     |
| 47 | 2月21日  | もっと! 今こそ10代に聴かせたい90年代J-POP大特集!                             | 藤田太郎                                       |
| 48 | 2月28日  | ノーゲストでボックストークスペシャル!                                        |                                                |
| 49 | 3月6日   | どきどきキャンプ佐藤プレゼンツ・あなたの知らないトイレの世界                 | 佐藤満春（どきどきキャンプ)                    |
| 50 | 3月13日  | 斉藤サトル先生に少女漫画を学ぼう!                                            | 斉藤サトル                                     |
| 51 | 3月20日  | ダイエット中のゆかちさんに捧げる! コンビニダイエットメニュー特集!            | 吉岡秀子（コンビニジャーナリスト）             |
| 52 | 3月27日  | ロケーションジャパン編集長に聞く! ロケ地巡りの魅力!                          | 山田実希（雑誌『ロケーションジャパン』編集長） |
| 53 | 4月3日   | 不動産芸人に『絶対間違えない物件選びのコツ』を学ぼう!!                       | 世良光治（ぺんとはうす）                       |
| 54 | 4月10日  | 宮下草薙・宮下の今からでも楽しめる仮面ライダー講座!                          | 宮下兼史鷹（宮下草薙）                         |
| 55 | 4月17日  | 2020年ついに完結! 今からでも追いつけるエヴァンゲリオン特集!!                 | 向清太朗（天津）                               |
| 56 | 4月24日  | 今夜決定!1番食欲をそそる音が出る鉄板料理はナンダ⁉特集!                       | たけだバーベキュー                             |
| 57 | 5月1日   | アナログタロウプレゼンツ!80年代アイドル列伝!                                 | アナログタロウ                                 |
| 58 | 5月8日   | グッドソングを流せる持っている人は誰だ⁉名曲ナンバーズ!                       |                                                |
| 59 | 5月15日  | お風呂マニアに聞く!ステイホームを充実させるバスグッズ特集!                   | 松永武（お風呂ソムリエ）                       |
| 60 | 5月22日  | 営業王・どぶろっく先生に営業ネタを見せてもらおう!                            | どぶろっく                                     |
| 61 | 5月29日  | ゾフィー上田プレゼンツ・みんなのNetflix大賞                                  | 上田航平（ゾフィー）                           |
| 62 | 6月5日   | なぞなぞコンシェルジュVSショーゴ!なぞなぞ頂上決戦!                           | 高橋啓恵（なぞなぞ作家）                       |
| 63 | 6月12日  | 東京ホテイソンVSティモンディ、持っている芸人はどっちだ!?選曲ナンバーズ対決!! | ティモンディ                                   |
| 64 | 6月19日  | あなたが最近はじめたこと UnoZeroにイキのいい若手芸人がやってくるウィーク     | ランジャタイ                                   |
| 65 | 6月26日  | 上半期のおもしろニュース UnoZeroにイキのいい若手芸人がやってくるウィーク     | わらふぢなるお                                 |
| 66 | 7月3日   | フリースタイルメール UnoZeroにイキのいい若手芸人がやってくるウィーク         | 新作のハーモニカ                               |
| 67 | 7月10日  | 井口裕香バースデースペシャル                                                 | ランジャタイ                                   |
| 68 | 7月17日  | たけるUnoZero                                                                |                                                |
| 69 | 7月24日  | 田中光先生に『発想を生み出すコツ』を学ぼう!                                  | 田中光                                         |
| 70 | 7月31日  | 怪事件マニアに聞く!本当にあった怪奇なハナシ                                  | 穂積昭雪（怪事件・珍事件ライター）             |
| 71 | 8月7日   | プロゲーマー・ふ～どさんに聞く!今さら聞けないeスポーツの世界!                | ふ～ど                                         |
| 72 | 8月14日  | 歩行者天国マニアに聞く!歩行者天国の魅力ってなんだ!?                          | 内海晧平（歩行者天国研究家）                   |
| 73 | 8月21日  | 謎解きイベント大好き芸人 NON STYLE井上があなたの悩みを解きます!              | 井上裕介（NON STYLE）                          |
| 74 | 8月28日  | 最恐怪談家 ありがとうぁみ さんに、とっておきのコワい話を聞かせてもらおう!    | ぁみ（怪談家）                                 |
| 75 | 9月4日   | 実在しない企業や商品を妄想!架空CMソング作りの世界                            | キシリ徹                                       |
| 76 | 9月11日  | 『ゴッドタン』どハマり芸人・カカロニ先生の恋愛相談スペシャル!                | カカロニ                                       |
| 77 | 9月18日  | なかやまきんに君&東京ホテイソン・ショーゴの筋肉芸人サミット!                 | なかやまきんに君                               |
| 78 | 9月25日  | 今、UnoZeroが1番気になる芸人・虹の黄昏大特集!!                               | 虹の黄昏                                       |
| 79 | 10月2日  | 日本で1番キケンな雑誌!?『ラジオライフ』特集                                  | 関口岳彦（雑誌『ラジオライフ』スタッフ）       |
| 80 | 10月9日  | 今、話題のお魚王子 鈴木香里武先生は何者だ!?                                  | 鈴木香里武                                     |
| 81 | 10月16日 | 冷凍王子に聞く!食欲の秋に食べたい冷凍食品祭り!                               | 西川剛史                                       |
| 82 | 10月23日 | UnoZero的芸術の秋スペシャル!テルミンの世界に浸ろう!!                         | 街角マチコ（テルミン奏者）                     |
| 83 | 10月30日 | 今、ブーム到来中!クラフトコーラの世界を学ぼう!                               | 小林隆英（伊良コーラ 代表）                    |
| 84 | 11月6日  | 秋の音楽企画第2弾!ロカビリーの世界に浸ろう!                                  | Misaki（The Biscats）                          |
| 85 | 11月13日 | 秋の音楽企画第3弾!グッドソングを流せる持ってる人は誰だ!?名曲ナンバーズ!      |                                                |
| 86 | 11月20日 | 東京ホテイソン応援企画!ノーゲストでボックストークスペシャル!                 |                                                |
| 87 | 11月27日 | 30000曲イントロを覚えている男VSチームUnoZero!イントロクイズ対決スペシャル!   | 藤田太郎                                       |
| 88 | 12月4日  | 東京ホテイソンM-1決勝進出記念!カミナリ先輩と漫才を語ろう                     | カミナリ                                       |
| 89 | 12月11日 | 東京ホテイソンM-1優勝祈願!開運芸人に＜運気アップ術＞を学ぼう!                | 小杉まりも（開運芸人）                         |
| 90 | 12月18日 | 元宝塚トップスターが教える!知られざる『タカラヅカ』の世界！                  | 音月桂                                         |
| 91 | 12月25日 | UnoZero的ラジオライフ大賞2020                                                | 関口岳彦（雑誌『ラジオライフ』編集長）         |

| 回            | 放送日  | UnoZeroトーク                                                                    | UnoZeroトーク                                                        |
| 回            | 放送日  | テーマ                                                                           | ゲスト                                                               |
| ------------- | ------- | -------------------------------------------------------------------------------- | -------------------------------------------------------------------- |
| 92            | 1月1日  | 新春UnoZero占いスペシャル!（収録回）                                             | アポロン山崎（占い芸人）                                             |
| 93            | 1月8日  | 錦鯉さんと2020年のM-1をもうちょっと語ろう!                                       | 錦鯉                                                                 |
| 94            | 1月15日 | レモンサワーマニアに聴く!おうち時間を充実させるレモンサワー特集                  | レモンザムライ（レモンサワー専門家）                                 |
| 95            | 1月22日 | 東京ホテイソンもこれから何千個と食べるかも知れない!?1度は食べてみたいロケ弁特集! | 田島潤（ロケツーリズムアドバイザー）                                 |
| 96            | 1月29日 | 日本人初のK-POPアイドルに聞く!K-POPの何がスゴい!?                                | 藤原倫己                                                             |
| 97            | 2月5日  | 読めばいっぱい届くはず!UnoZeroメール祭り!                                        |                                                                      |
| 98            | 2月12日 | 教えて!みんなのテッパントークスペシャル!!                                        | 本多スイミングスクール                                               |
| 99            | 2月19日 | なかやまきんに君&東京ホテイソン・ショーゴの筋肉芸人サミット2021                  | なかやまきんに君                                                     |
| 100           | 2月26日 | カップラーメン大好き声優・小松未可子さんとカップラーメンを語ろう!食べよう!!      | 小松未可子                                                           |
| 101           | 3月5日  | UnoZero春のポテトチップス祭り                                                    | 松林千宏（お菓子勉強家）                                             |
| 102           | 3月12日 | UnoZeroファミリー大集合スペシャル!                                               | ランジャタイ カカロニ                                                |
| 103           | 3月19日 | 30000曲イントロを覚えている男VSチームUnoZero!イントロクイズ対決リベンジマッチ!!  | 藤田太郎（イントロマエストロ）                                       |
| 104（最終回） | 3月26日 | ノーゲストで2年間のウノゼロを振り返ろう!                                         | 関口岳彦（雑誌『ラジオライフ』編集長） アンダーライス 三遊亭車修理男 |